# Уорнер, Джастин
Джастин Уорнер (англ. Justyn Warner; родился 28 июня 1987 года, Торонто, провинция Онтарио, Канада) — канадский легкоатлет и бегун на короткие дистанции.

## Биография
Родился в столице Канады Торонто. Джастин выпускник Middlefield Collegiate Institute в городе Маркем, Онтарио.
30 июля 2005 года, Уорнер занял второе место на дистанции 100 метров, на Панамериканских юношеских играх, пробежав за 10,26 секунд. 16 августа 2005 года, Уорнер занял второе место на дистанции 100 метров, на чемпионате мира по лёгкой атлетике среди юниоров в Пекине, пробежав за 10,39. В 2012 году участвовал на Летних Олимпийских играх в Лондоне. Уорнер участвовал на дистанции 100 метров. В первом раунде бежал в 3 забеге, где пробежав за 10,09, отобрался в полуфинал и установил личный рекорд. В полуфинале, пробежав за 10,09, занял 5 место и не отобрался в финал, но повторил личный рекорд, установленные в первом раунде. Участвовал на чемпионате мира по лёгкой атлетике 2013 года в Москве. Бежал в эстафете 4×100 метров. В первом раунде канадцы заняли 6 место, что позволило им выйти в финал. В финале Уорнер вместе с Гэйвином Смейлом, Аароном Брауном и Донтом Ричард-Квоком заняли третье место, пробежав за 37,92 секунды. Участвовал на чемпионате мира по лёгкой атлетике 2015 в Пекине. Бежал на дистанции 100 метров и в эстафете 4×100 метров. На дистанции 100 метров не прошёл в полуфинал, пробежав в первом раунде за 10,20, занял 5 место в первом забеге. В эстафете 4×100 канадцы, как и два года назад завоевали бронзу, но на этот раз с Уорнером бежали Аарон Браун, Андре Де Грассе и Брендон Родни.

## Личные рекорды
| Дистанция  | Результат | Место                  | Дата           |
| ---------- | --------- | ---------------------- | -------------- |
| 60 метров  | 6,59      | Торонто, Канада        | 29 января 2012 |
| 100 метров | 10,09     | Лондон, Великобритания | 4 августа 2012 |
| 200 метров | 20,95     | Торонто, Канада        | 13 июня 2011   |